# Wybory parlamentarne w Izraelu w 1988 roku
Wybory parlamentarne w Izraelu do dwunastego Knesetu odbyły się 1 listopada 1988.
Oddano 2 894 267 głosów, w tym ważnych: 2 283 123. Próg wyborczy wynosił 1%, a więc aby uzyskać miejsce w Knesecie, należało otrzymać minimum 22 831 głosów. Średnio na jedno miejsce przypadło 18 563 głosów.

## Oficjalne wyniki
|  | Partia                                                                                   | Głosy     | Procent | Mandaty |
|  | ---------------------------------------------------------------------------------------- | --------- | ------- | ------- |
|  | Likud (ליכוד)                                                                            | 709,305   | 31.1%   | 40      |
|  | Koalicja Pracy (Ma’arach, המערך)                                                         | 685,363   | 30.0%   | 39      |
|  | Szas (ש"ס)                                                                               | 107,709   | 4.7%    | 6       |
|  | Agudat Israel (אגודת ישראל)                                                              | 102,714   | 4.5%    | 5       |
|  | Ratz (רצ)                                                                                | 97,513    | 4.3%    | 5       |
|  | Narodowa Partia Religijna (Mafdal) (מפלגה דתית לאומית-מפד"ל)                             | 89,720    | 3.9%    | 5       |
|  | Hadasz (Demokratyczny Front na Rzecz Pokoju i Równości) (החזית הדמוקרטית לשלום ולשוויון) | 84,032    | 3.7%    | 4       |
|  | Techijja (תחיה)                                                                          | 70,730    | 3.1%    | 3       |
|  | Mapam (מפ"ם -מפלגת הפועלים המאוחדת)                                                      | 56,345    | 2.5%    | 3       |
|  | Comet (צומת)                                                                             | 45,489    | 2.0%    | 2       |
|  | Moledet (מולדת)                                                                          | 44,174    | 1.9%    | 2       |
|  | Szinui (שינוי)                                                                           | 39,538    | 1.7%    | 2       |
|  | Sztandar Tory (דגל התורה)                                                                | 34,279    | 1.5%    | 2       |
|  | Progresywna Lista dla Pokoju                                                             | 33,279    | 1.5%    | 2       |
|  | Arabska Partia Demokratyczna                                                             | 27,012    | 1.2%    | 1       |
|  | Razem                                                                                    | 2,283,123 | 100,0%  | 120     |

## Posłowie
Posłowie wybrani w wyborach:
| Partia                       | Posłowie |
| ---------------------------- | --- |
| Likud                        | Aharon Abuchacira, Sza’ul Amor, Mosze Arens, Ze’ew Binjamin Begin, Elijjahu Ben Elisar, Jigal Kohen, Chajjim Korfu, Sara Doron, Micha’el Etan, Owadja Eli, Gidon Gadot, Josef Goldberg, Pinchas Goldstein, Pesach Grupper, Cachi Hanegbi, Jigga’el Hurwic, Mosze Kacaw, Uzzi Landau, Dawid Lewi, Uri’el Lin, Dawid Magen, Jehoszua Maca, Dan Meridor, Roni Milo, Jicchak Moda’i, Binjamin Netanjahu, Mosze Nissim, Ehud Olmert, Gidon Patt, Jehuda Perach, Re’uwen Riwlin, Jehoszua Saguj, Ja’akow Szamaj, Icchak Szamir, Awraham Szarir, Ariel Szaron, Dow Szilanski, Zalman Szowal, Dan Tichon, Ari’el Weinstein |
| Koalicja Pracy               | Nawa Arad, Szoszanna Arbeli-Almozlino, Chajjim Bar-Lew, Micha’el Bar-Zohar, Uzzi Baram, Josi Belin, Binjamin Ben Eli’ezer, Eli Ben-Menachem, Awraham Burg, Ra’anan Kohen, Eli Dajan, Refa’el Ederi, Arje Eli’aw, Gedalia Gal, Micha Goldman, Efrajim Gur, Mordechaj Gur, Micha’el Charisz, Szelomo Hillel, Awraham Kac-Oz, Jisra’el Kesar, Dawid Liba’i, Nawaf Masalaha, Chaggaj Merom, Ora Namir, Icchak Nawon, Szimon Peres, Amir Perec, Icchak Rabin, Chajjim Ramon, Mosze Szachal, Szimon Szitrit, Awraham Szochat, Edna Solodar, Ja’akow Cur, Szewach Weiss, Ezer Weizman, Gad Ja’akowi, Emanu’el Zisman      |
| Szas                         | Josef Azran, Szelomo Dajan, Arje Gamliel, Ja’ir Lewi, Jicchak Perec, Refa’el Pinchasi |
| Agudat Israel                | Mosze Ze’ew Feldman, Szemu’el Halpert, Eli’ezer Mizrachi, Menachem Porusz, Awraham Werdiger |
| Ratz                         | Szulammit Alloni, Ran Kohen, Josi Sarid, Mordechaj Wirszubski, Dawid Zucker |
| Narodowa Partia Religijna    | Jigal Bibi, Zewulun Hammer, Jicchak Lewi, Chanan Porat, Awner-Chaj Szaki |
| Hadasz                       | Charlie Biton, Taufik Tubi, Me’ir Wilner, Taufik Zi’ad |
| Techijja                     | Ge’ula Kohen, Juwal Ne’eman, Eli’ezer Waldman |
| Mapam                        | Hussein Faris, Chajjim Oron, Ja’ir Caban |
| Comet                        | Refa’el Etan, Jo’asz Cidon |
| Moledet                      | Ja’ir Sprinzak, Rechawam Ze’ewi |
| Szinui                       | Awraham Poraz, Amnon Rubinstein |
| Sztandar Tory                | Mosze Gafni, Awraham Rawic |
| Progresywna Lista dla Pokoju | Muhammad Mi’ari |
| Arabska Partia Demokratyczna | Abdulwahab Darawsze |